# Жизнепригодность системы нейтронной звезды
Жизнеприго́дность систе́мы нейтро́нной звезды́ — пригодность небесного тела, такого, как пульсарная планета, в системе нейтронной звезды для возникновения и поддержания жизни.
Наличие планет у разновидностей нейтронных звёзд — пульсаров — известно с 1992 года. До недавнего времени считалось, что жизнь на планетах вблизи нейтронных звёзд и в частности пульсаров невозможна. Причины заключаются в том, что нейтронные звезды излучают практически исключительно в рентгеновском диапазоне электромагнитного спектра излучения. Электромагнитное излучение в жёстком рентгеновском диапазоне губительно для известных на Земле форм жизни, а при отсутствии излучения в видимом и инфракрасном спектре, электромагнитное излучение не может проникнуть в достаточной мере глубоко в атмосферу, обеспечивая освещение и нагрев непосредственно поверхности планеты.

## Формирование планет
Для оценки влияния родительской звезды на свои планеты, их взаимодействия между собой и вытекающей из этого жизнепригодности планеты в системе пульсара необходимо понимать как и из чего формируется планета.
Существуют несколько теоретически возможных сценариев формирования планет в системе пульсара. Согласно одному из них, планеты возникают ещё до взрыва звезды как сверхновая и превращения её в пульсар. То есть, сразу после образования массивной звезды, предшествующей сверхновой, из того же самого газопылевого облака, из которого сформировалась и сама родительская звезда. По этому, стандартному, сценарию образовалась Земля и многие другие планеты, образовавшиеся в системе большинства звёзд. В этом сценарии у нейтронной звезды, образовавшейся после взрыва сверхновой, орбиты планет могли бы быть нарушены или же планеты могли бы быть вообще выброшены из планетной системы. Оставшиеся планеты подвергались бы частичному испарению. Поэтому данный сценарий формирования считается маловероятным, по крайней мере для известных пульсарных планет. Согласно другому сценарию, в качестве материала, из которого образуются пульсарные планеты, выступают диски из вещества, выброшенного сверхновой при её взрыве. Согласно третьему сценарию планеты формируются из осколочных дисков, образовавшихся при поглощении нейтронной звездой её звезды-компаньона, существовавшей до взрыва сверхновой.
Последние два сценария являются более вероятными. По общепринятым оценкам, около половины звезд зарождается в парных системах, поэтому третий сценарий формирования представляется наиболее вероятным. В пользу последнего сценария говорит также что пульсар Лич (PSR B1257+12), имеющий планетную систему, относится к миллисекундным пульсарам, появляющимся в результате поглощения вещества разрушенной звезды-близнеца.
Известно, что в термоядерных реакциях, протекающих в сверхновых, синтезируется основная масса тяжёлых химических элементов, тяжелее гелия во Вселенной, называемых в астрономии металлами, включая те, которые составляют наш организм. После взрыва сверхновой металлы распыляются в окружающем пространстве. На планеты они попадают посредственно, вначале они попадают в газопылевое облако и обогащают его, а из последнего уже формируются планеты. В диски, из которых формируются пульсарные планеты, тяжёлые элементы будут попадать напрямую, и концентрация металлов в них соответственно высока, так как источник находится в непосредственной близости. В двойной системе звезда-компаньон из третьего обогатится значительным количеством данных химических элементов из вещества, высвобожденного при взрыве сверхновой. После разрушения компаньона они высвободятся и будут участвовать в формировании планет. Количество кислорода и воды будет ожидаемо большим. Похожее положение предполагается и во втором сценарии. Хотя по причине отсутствия звезды-компаньона, которая притянула бы на свою поверхность часть вещества сверхновой, тяжелых химических элементов у пульсарных планет ожидается несколько меньше.
У пульсара Лич (PSR B1257+12) наличие осколочного диска было показано группой учёных Лейденского университета на основании анализа экспериментальных данных. Согласно этим данным, удалось определить общую энергию излучения объекта, которая составила около 3,1×1029 эрг/с. Исходя из этого, а также из неравномерности в распределении фотонов по энергиям, исследователи попытались оценить количество вещества на линии зрения между земным наблюдателем и источником данного излучения, которое бы частично поглощало поток его фотонов. Для оценки ожидаемого излучения использовалась модель «bbodyrad», описывающая в данном случае излучение нейтронной звезды. Согласно полученной модели, распределение энергий фотонов в диапазоне 0,3—8,0 кЭв должно было бы быть более равномерным, чем это наблюдалось экспериментально. Практически всё вещество между нейтронной звездой и земным наблюдателем сконцентрировано главным образом вокруг самой этой звезды в близости, а доля оставшегося чрезвычайно мала. Авторы показали, что за данное поглощение может отвечать осколочный диск, по массе схожий с аналогичными дисками звёзд главной последовательности.
Таким образом было показано, что у конкретного пульсара Лич (PSR B1257+12) имеется осколочный диск и планеты его планетной системы могли сформироваться именно из него.

## Влияние родительской звезды на планеты
Угрозой жизнепригодности планет является потеря гидросферы и газовой оболочки планеты, а также воздействие жёсткого рентгеновского и гамма-излучения на живые организмы..
Основная часть энергии, которую пульсар передаёт планете, приходится на жёсткую часть электромагнитного спектра и пульсарный ветер. Пульсарный ветер формируется из заряженных частиц, ускоренных мощным магнитным полем вращающейся нейтронной звезды до релятивистских скоростей. При достижении атмосферы планеты они сталкиваются с её частицами, ионизируя их. Попутно рождаются фотоны гамма-излучения, распространяющиеся во всех направлениях и передающие постепенно свою энергию соседним частицам. Если энергия пульсарного ветра равна или превышает 4×1032 эрг/с, то длительное удержание пульсарной планетой её атмосферы считается маловероятным. Фотоны рентгеновского излучения играют подобную пульсарному ветру роль. Попадая во внешние слои атмосферы пульсарной планеты, они ионизируют её атомы. Однако, одного лишь рентгеновского излучения для разогрева планеты не достаточно. Если воздействие пульсарного ветра окажется слишком малозначительным, то температура атмосферы планеты может упасть ниже температуры воды в жидком состоянии на поверхности. Говоря о соотношении энергии пульсарного ветра и светимости пульсара, то, исходя из наблюдений пульсарного ветра у пульсаров, где имеются плерионы, формируемые таким ветром, сложно определить его полную энергию. Тем не менее, по его воздействию на плерионы известно, что эта энергия на порядки превосходит светимость нейтронной звезды. С одной стороны, оба процесса, излучение и пульсарный ветер, разогревают газовую оболочку пульсарной планеты, что повышает её жизнепригодность. С другой, ионизация частиц в атмосфере приводит к тому, что многие из них могут набрать вторую космическую скорость для планеты и навсегда покинут её. Водород диссипирует из атмосферы слишком быстро, поэтому важно, сколько у планеты сохранится более тяжелых газов после длительного её пребывания у нейтронной звезды и каким их количеством планета изначально обладает.
Во время формирования планеты, по мере роста её массы, в общем случае её атмосфера набирает свою массу экспоненциально. На телах в несколько раз массивнее Земли их газовая оболочка должна быть в сотни тысяч или даже миллионы раз массивнее земной. Исследователи построили модель взаимодействия излучения пульсара с атмосферами суперземель. При самом пессимистичном сценарии, когда у планет вообще отсутствует какое либо магнитное поля, для тела с массой и атмосферой сравнимыми с имеющимися у Земли, без магнитного поля, обращающегося вокруг нейтронной звезды, атмосфера диссипирует довольно быстро. В целом, газовая оболочка будет утрачена через 1—10 миллионов лет, в зависимости от расстояния до пульсара и исходной атмосферной доли в массе планеты. При наличии магнитного поля процесс замедлится, но насколько — оценить на данный момент сложно. Что же касается более массивных суперземель с мощными атмосферами, то они сохранят основную долю своих газовых оболочек и через триллион лет. Здесь следует однако иметь в виду, что за столь длительное время поток излучения и пульсарного ветра нейтронной звезды ослабнет так сильно, что температура на планетах рядом с ней станет слишком низкой. Тем не менее, данный расчёт показывает, что пульсарные планеты способны находиться в зоне обитаемости пульсара миллиарды лет.
Рентгеновское излучение поглощается атмосферой довольно хорошо, не пропуская его до поверхности планеты. Так как, как известно, чем выше энергия фотона, тем легче он поглощается. Согласно расчётам учёных, даже на Земле, с её сравнительно тонкой атмосферой, самые энергичные рентгеновские фотоны были бы поглощены на высоте 50—70 километров от поверхности. У пульсарных же планет поглощение должно происходить в самых верхних слоях атмосферы, так как пульсарные планеты формируются в диске вещества с более высокой концентрацией металлов и изначально должны быть куда более богаты кислородом и иными газами. Поэтому атмосфера и гидросфера на них могут быть существенно мощнее, чем у Земли. Из расчётов и наблюдений известно: при наличии плотной газовой оболочки, поступающая в неё извне энергия, в конечном счёте, эффективно передаётся в нижние слои. К примеру, Титан и Венера в Солнечной системе обладают атмосферой намного более плотной, чем земная, поэтому на этих телах во всех точках их поверхности колебания температур незначительнее, чем на Земле. И это вопреки тому, что почти всё поступающее на них излучение поглощается высоко в верхних слоях атмосферы, а не проходит до поверхности планеты, как на Земле в безоблачных областях.
На примере пульсара Лич (PSR B1257+12) полная светимость превышает в 7,2 раза полную светимость Солнца, однако не более 0,003 % от неё приходится на излучение в видимом диапазоне и ближнее инфракрасное излучение. Основная часть энергии излучается в виде рентгеновского излучения, с энергией излучения около 3,1×1029 эрг/с и пульсарного ветра, с энергией излучения 4×1032 эрг/с, однако, точное значение на данный момент не известно. Атмосфера и гидросфера двух его планет может быть особенно мощной, так как обе являются суперземлями, Полтергейст (PSR B1257+12 c) имеет массу 4,3 M🜨, а Фобетор (PSR B1257+12 d) 3,9 M🜨. Исходя из этого, данные планеты способны находиться в зоне обитаемости для пульсара миллиарды лет.

## Формы жизни и окружающие условия
Одним из условий жизнепригодности пульсарной планеты является плотная атмосфера. Ожидается, что на поверхности будет очень темно, а давление будет выше земного. Из-за высокого давления температура в приповерхностном слое планеты будет везде однородной, без ярко выраженных колебаний.
Жизнь может быть похожей на земных хемотрофов. Она может использовать фоновое инфракрасное излучение окружающей атмосферы, нагретой родительским пульсаром. Как полагает один из соавторов исследования жизнепригодности подобной планеты, жизнь может развиваться в регионах, схожих с Марианской впадиной. Согласно его представлению, такие внеземные организмы могут быть сходны с ксенофиофорами, типично встречающимися в глубинах морей. Учёный также не исключает и более сложные организмы.
Для сравнения, на Земле многоклеточные организмы, возможно, также возникли при огромном давлении на многокилометровой глубине под морским дном, как, к примеру, некоторые грибы.